# 油井洋明
油井 洋明（ゆい ひろあき、1958年12月10日-）は、日本の地方公務員、土木技術者。
神戸市役所では土木技術職の出世コースとされている都市計画畑を長く歩み、都市計画局計画部計画課街路係長、都市計画総局計画部主幹、都市計画総局計画部長、建設局道路部長、建設局長などの主要な職を歴任し、2019年4月に神戸市副市長就任。
神戸市民生活協同組合理事長兼務。
2023年3月に任期満了で神戸市副市長退任。
2023年4月に神戸市立博物館長に就任。

## 人物・経歴
- 1977年3月－兵庫県立小野高等学校卒業。
- 1981年3月－神戸大学工学部土木工学科卒業[2]。
- 1983年3月－神戸大学大学院工学研究科土木工学専攻修了[3]。
- 1983年4月－神戸市採用。
- 2003年4月－北区まちづくり推進部まちづくり推進課長。
- 2005年4月－都市計画総局計画部主幹（工務第３担当）
- 2008年4月－建設局西部建設事務所副所長。
- 2010年4月－建設局中央水環境センター長。
- 2012年4月－都市計画総局計画部長。
- 2014年4月－建設局道路部長。
- 2017年4月－建設局長[4]。
- 2019年4月－神戸市副市長。
- 2023年3月－神戸市副市長退任。
- 2023年4月－神戸市立博物館長[5]。

危機管理室、建設局、建築住宅局、港湾局、消防局、水道局、監査事務局を所管し、三宮駅前再整備事業、人口減少社会への対応、大阪湾岸道路西伸部（六甲アイランド北～駒栄）の計画・事業、ジャイアントパンダ貸与に関する中国との交渉などを進めた。
神戸市民生活協同組合理事長兼務。
入職時の直属の上司が、後に都市計画局長から神戸市助役となる松下綽宏であった。
また、元神戸市長である笹山幸俊の指揮の下、都市計画局にて、阪神・淡路大震災の復興都市計画事業（土地区画整理事業、市街地再開発事業、街路事業）にも取り組んだ。